# Basilica di San Giuseppe Artigiano
La basilica di San Giuseppe Artigiano, precedentemente nota con il titolo di San Biagio d'Amiterno e in antichità con quello di San Vittorino, è un edificio religioso dell'Aquila, situato nel quarto di San Pietro.
Deve la sua realizzazione ai castellani di Amiterno (l'antica città sabina di Amiternum, oggi corrispondente a San Vittorino) che contribuirono così alla fondazione della città nel XIII secolo.
La chiesa, rimasta gravemente danneggiata dal terremoto del 2009, è stata restaurata a partire dal 2011 e riaperta al pubblico il 22 luglio 2012. Il 20 maggio 2013 è stata elevata al rango di basilica minore, la terza della città dopo quelle di Santa Maria di Collemaggio e San Bernardino.
All'interno della chiesa vi è il quattrocentesco mausoleo dedicato a Pietro Lalle Camponeschi, dichiarato poi monumento nazionale. 

## Storia
L'edificazione di San Giuseppe Artigiano viene fatta risalire, da Anton Ludovico Antinori, al 1326; tuttavia oggigiorno gli storici sono concordi nel collocarla alla metà del XIII secolo; è dunque sorta contemporaneamente alla fondazione della città e ad essa è strettamente legata nelle sue vicende sociali e politiche, quali ad esempio l'unione delle diocesi di Amiterno e Forcona nella nascente Ecclesia Aquilensis. Tale fatto è sancito dalla bolla del 22 dicembre 1256 di papa Alessandro IV e confermato dal privilegio Purae Fidei emanato dallo stesso pontefice l'anno successivo che emanò il trasferimento della sede forconese nella cattedrale dei Santi Giorgio e Massimo, duomo dell'Aquila.
La localizzazione della chiesa proprio a ridosso del duomo può essere intesa come un segno di autonomia nei confronti delle autorità religiose forconesi; ciò si evince anche dalla probabile primitiva intitolazione della chiesa, originariamente dedicata a Vittorino di Amiterno, martire sotto Marco Cocceio Nerva nel I secolo d.C. e sepolto proprio a San Vittorino, l'antica Amiternum. Una chiesa dedicata a san Vittorino viene attestata sin dal 1257, scomparve in seguito alla distruzione della città ad opera di Manfredi di Sicilia nel 1259 e venne ricostruita nel nuovo processo di fondazione a partire dal 1266. Nel 1302 i documenti tornano a citare effettivamente la presenza di una chiesa di San Vittorino mentre solo dal 1326 viene menzionata la presenza di un edificio dedicato a San Biagio. È dunque altamente probabile, come sostenuto dallo storico Orlando Antonini, che si tratti dello stesso edificio cui è stato imposto il cambio di denominazione, forse in conseguenza di una seconda ricostruzione avvenuta in seguito al terremoto del 1315.

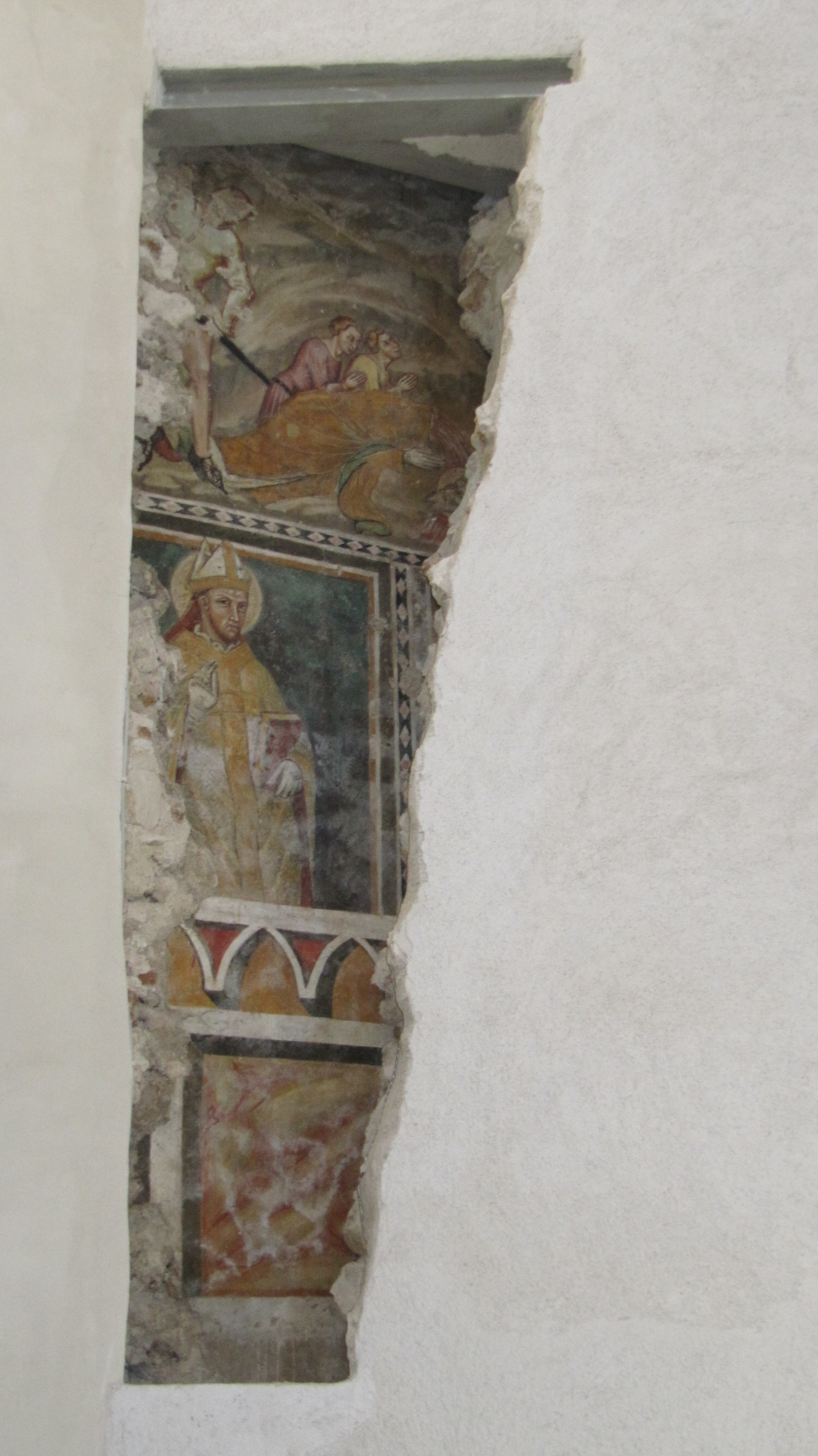
Resti dell'affresco di scuola giottesca risalenti al XIII secolo e rinvenuti nel 2012.

Dall'analisi dei paramenti murari trovati nell'intorno della chiesa attuale e dei resti architettonici visibili in corrispondenza di palazzo Piscitelli, edificio posto a destra dell'attuale facciata di San Giuseppe Artigiano, è inoltre possibile che l'edificio originario fosse orientato perpendicolarmente all'attuale (e dunque simbolicamente parallelo al Duomo) con la zona presbiteriale rivolta a valle e la facciata posta in direzione di piazza del Duomo, come peraltro testimoniato dalla rappresentazione fatta da Girolamo Pico Fonticulano e incisa da Jacopo Lauro nel 1600, oltre che da altri documenti.
Al XV secolo possono essere ricondotte le decorazioni pittoriche delle pareti e l'elevazione del monumento equestre dedicato a Pietro Lalle Camponeschi, realizzato in stile tardo gotico nel 1432 da Gualtiero d'Alemagna su incarico di Beatrice Gaglioffi, madre del dedicatario. Al XVII secolo sono invece riconducibili le varie cappelle ricavate nelle navatelle e nelle intercapedini delle mura perimetrali che segnano l'inizio di una trasformazione in stile barocco dell'edificio.
Il terremoto del 1703 distrusse completamente la chiesa di San Biagio che venne ricostruita a partire dal 1708, anche attraverso la vendita delle pietre delle mura e della torre crollata. I lavori tuttavia procedettero molto lentamente tanto che al 1722 era attestata la ricostruzione di una sola navata laterale e nel 1748 i lavori non erano ancora conclusi. Il processo di ricostruzione modificò inoltre le intenzioni principali del progettista con la facciata principale allineata al piano stradale piuttosto che al retro e rivestita solo nel primo ordine per sopraggiunte problematiche di carattere economico. Nel 1754, a ricostruzione ancora in atto, la parrocchia venne privata dei privilegi di cui godeva da cinque secoli; successivamente le venne tolto il titolo e, dopo qualche anno, non vi vennero celebrate più le funzioni religiose.
A partire dalla fine del XIX secolo si procedette ad un'opera di recupero dell'edificio con il ripristino dell'antico pavimento quattrocentesco (1881) e la ritinteggiatura delle pareti e delle volte (1920). La chiesa, ormai sconsacrata, rimase comunque abbandonata e venne usata, durante la seconda guerra mondiale, come dormitorio per i soldati. Nel 1980 venne effettuato un rifacimento del tetto. Dal 2008 l'edificio diventò parrocchia universitaria con il nuovo nome di San Giuseppe Artigiano, poiché il titolo di San Biagio era già in precedenza passato alla chiesa di San Quinziano.
In seguito al terremoto del 2009 la chiesa ha fatto registrare il collasso del timpano, lesioni diffuse sulle murature con crolli localizzati e danni all'apparecchiatura strutturale e decorativa. L'edificio è stato "adottato" da una fondazione privata che ha curato le operazioni di ricostruzione e restauro, dal costo complessivo di circa 3 milioni di euro; il cantiere ha avuto inizio il 18 gennaio 2011 e la chiesa è stata riaperta al pubblico il 22 luglio 2012. Il 20 maggio 2013, con decreto della congregazione del Culto, papa Francesco ha elevato al rango di basilica minore la chiesa ed ufficializzato il nuovo titolo di San Giuseppe Artigiano.

## Descrizione
La chiesa è situata nel quarto di San Pietro, con la facciata rivolta su via Sassa in corrispondenza della piazza dedicata a San Biagio, antica denominazione dell'edificio. Dista pochi metri dalla piazza del Duomo e dalla cattedrale dei Santi Giorgio e Massimo, quasi a ricordare urbanisticamente l'unione delle diocesi di Amiterno, rappresentata da San Biagio, e Forcona, rappresentata dal Duomo.

### Esterno
La facciata è sghemba in riferimento all'interno perché allineata al piano stradale; è infatti ruotata di circa 8° rispetto all'aula. L'elemento sviluppa un unico ordine di lesene con tre portali in pietra a timpani (quello centrale dei quali ad arco) fortemente aggettanti. Una breve scalinata (4 gradoni in pietra nel punto di massimo dislivello) collega la strada con l'ingresso. La parte superiore non è mai stata completata ed è lasciata a grezzo e senza intonaco per motivi economici, parallelamente alle mura laterali. Nel restauro effettuato tra il 2011 e il 2012 si è scelto di mantenere l'alternanza dell'intonacato in facciata, ricostruendo "a grezzo" il timpano crollato in seguito al terremoto del 2009; tale decisione è stata criticata da alcuni storici.
Esternamente l'edificio presenta, inoltre, alcune strutture architettoniche che ne attestano l'edificazione alla metà del XIII secolo come il tratto in muratura, riconducibile allo stile dell'apparecchio aquilano antico, posto a sinistra della facciata principale e altre ornamentazioni che ripropongono i temi del romanico duecentesco. All'originaria struttura di San Giuseppe Artigiano pare siano riconducibili anche alcuni resti visibili sul cortile e sullo scalone dell'adiacente Palazzo Piscitelli, a destra della facciata principale: si tratta di un pilastro a sezione ottagonale e una parte di un arco in pietra, del tutto identici agli elementi architettonici presenti in altre chiese come Santa Giusta, Santa Maria di Collemaggio e San Pietro. Pertanto si può ipotizzare che all'epoca della sua prima edificazione la chiesa fosse posta più a valle e orientata perpendicolarmente all'attuale.
All'edificazione trecentesca è riconducibile l'ingresso dell'attuale oratorio di San Giuseppe de' Minimi, a sinistra della facciata di San Giuseppe Artigiano e che con la chiesa forma un unico organismo architettonico; il portale, con archivolto a sagoma sporgente, è unico nel suo stile tra i portali aquilani e testimonia una decisa ispirazione francese. Interessante è anche il tratto di cortina in pietra concia visibile sempre a sinistra dell'attuale facciata che successivamente costituirà nel XVII secolo parte della chiesa di Santa Maria del Suffragio (trasferita poi in piazza del Duomo dopo il terremoto del 1703), rimanenza della torre campanaria, forse a base ottagonale simile a quella di Santa Maria di Collemaggio e San Pietro (visibile nella pianta di Girolamo Pico Fonticulano e incisa da Jacopo Lauro del 1600), che crollò proprio in seguito al sisma del 1703.

### Interno

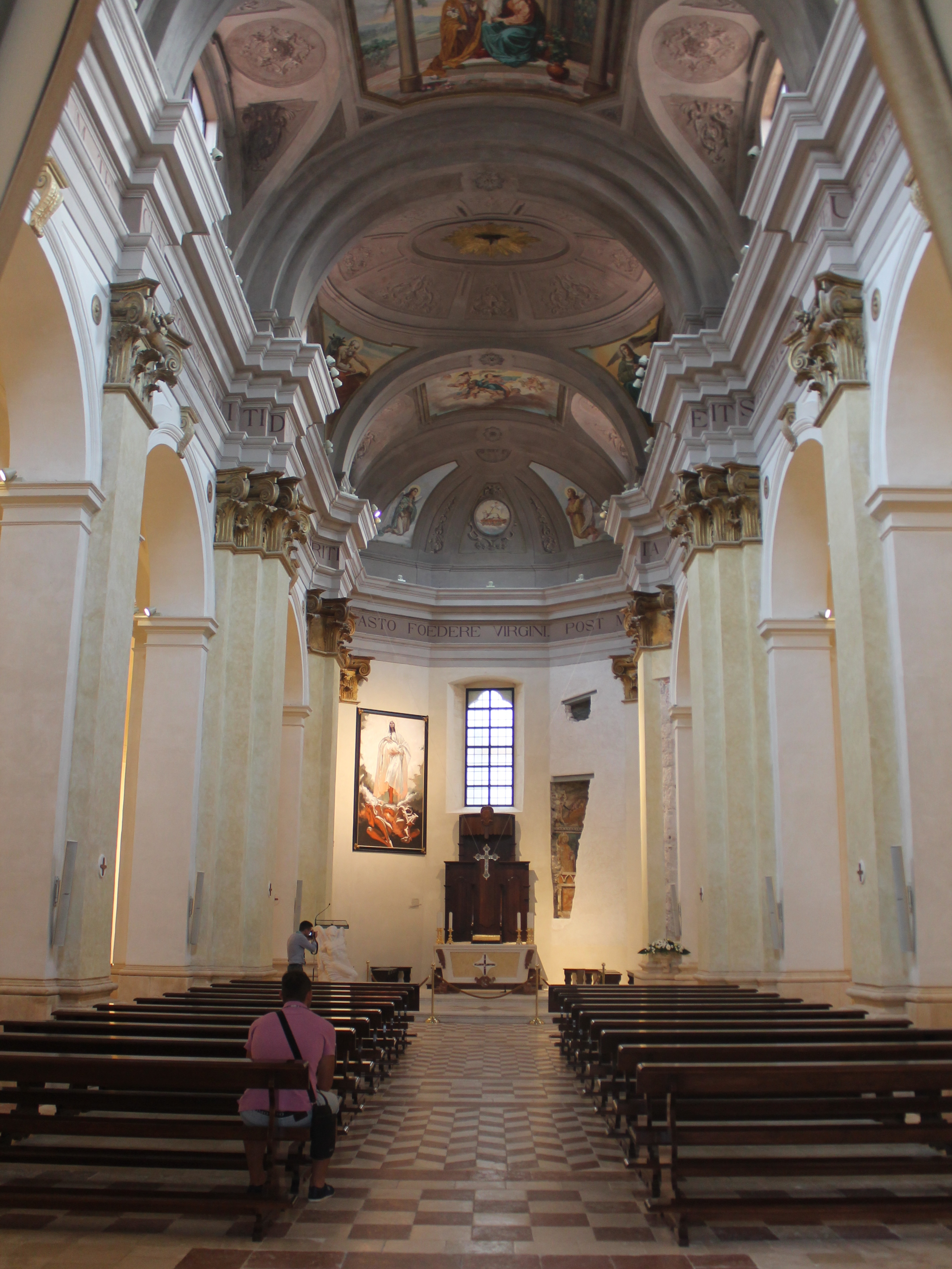
Veduta della navata principale e dell'altare.

Al suo interno la chiesa presenta un impianto di tipo basilicale, ripreso probabilmente dalle vicine chiese di San Domenico e San Silvestro, con lo spazio suddiviso in tre navate da pilastri corinzi, quattro dei quali (centrali nell'impianto e sottolineati da un arco trionfale all'ingresso) sembrano sorreggere una cupola, in realtà assai modesta. Altre due cupolette in mattoni sono poste in corrispondenza delle navate laterali. La chiesa ha una lunghezza e una larghezza rispettivamente di 28 e 21 metri, per un'altezza di circa 18 metri.
Di particolare importanza è il monumento dedicato a Pietro Lalle Camponeschi, realizzato nel 1432 da Gualtiero d'Alemagna in stile tardo gotico e formato da un'arca posta su due colonnine tortili a loro volta appoggiate su due leoni e recante in altorilievo l'Incoronazione di Maria con gli Apostoli, dichiarato monumento nazionale. 
Le navate laterali sono caratterizzate da otto ancone marmoree (quattro per lato), sei delle quali poste sui fianchi della chiesa e le due rimanenti in corrispondenza degli absidi laterali. Tali ancone furono realizzate nell'ultima ricostruzione di San Biagio, successiva al terremoto del 1703, e fino al 2009 si presentavano vuote e abbandonate. Nell'ambito dei lavori per la ricostruzione, l'adeguamento sismico e il restauro dell'edificio, svolti tra il 2011 e il 2012, l'Arcidiocesi dell'Aquila ha deciso di valorizzarle, commissionando un nuovo ciclo pittorico all'artista pugliese Giovanni Gasparro, che ha decorato le navate laterali con 18 dipinti raffiguranti i principali santi della tradizione aquilana, tra cui Massimo d'Aveia e Vittorino di Amiterno. Lo stesso autore ha inoltre realizzato i due teleri che decorano la zona absidale.
Sulla parete della navata sinistra è posizionato il crocifisso ligneo quattrocentesco che, al momento del sisma, era ospitato nella concittadina Basilica di Santa Maria di Collemaggio; la scultura - oggetto di un importante restauro - manca ad oggi del braccio sinistro e di parte dei piedi.
Nell'abside maggiore è inoltre possibile ammirare i frammenti di due pregevoli affreschi di scuola giottesca realizzati con ogni probabilità nel XIII secolo; tali opere sono state rinvenute casualmente durante gli interventi di restauro, nel 2012.
Dal transetto si accede, dal fianco destro, ad una sacrestia e tre ambienti secondari; sul fianco sinistro invece, a lato del mausoleo Camponeschi, una porta conduce alla scala che si immette nell'adiacente oratorio di San Giuseppe de' Minimi.

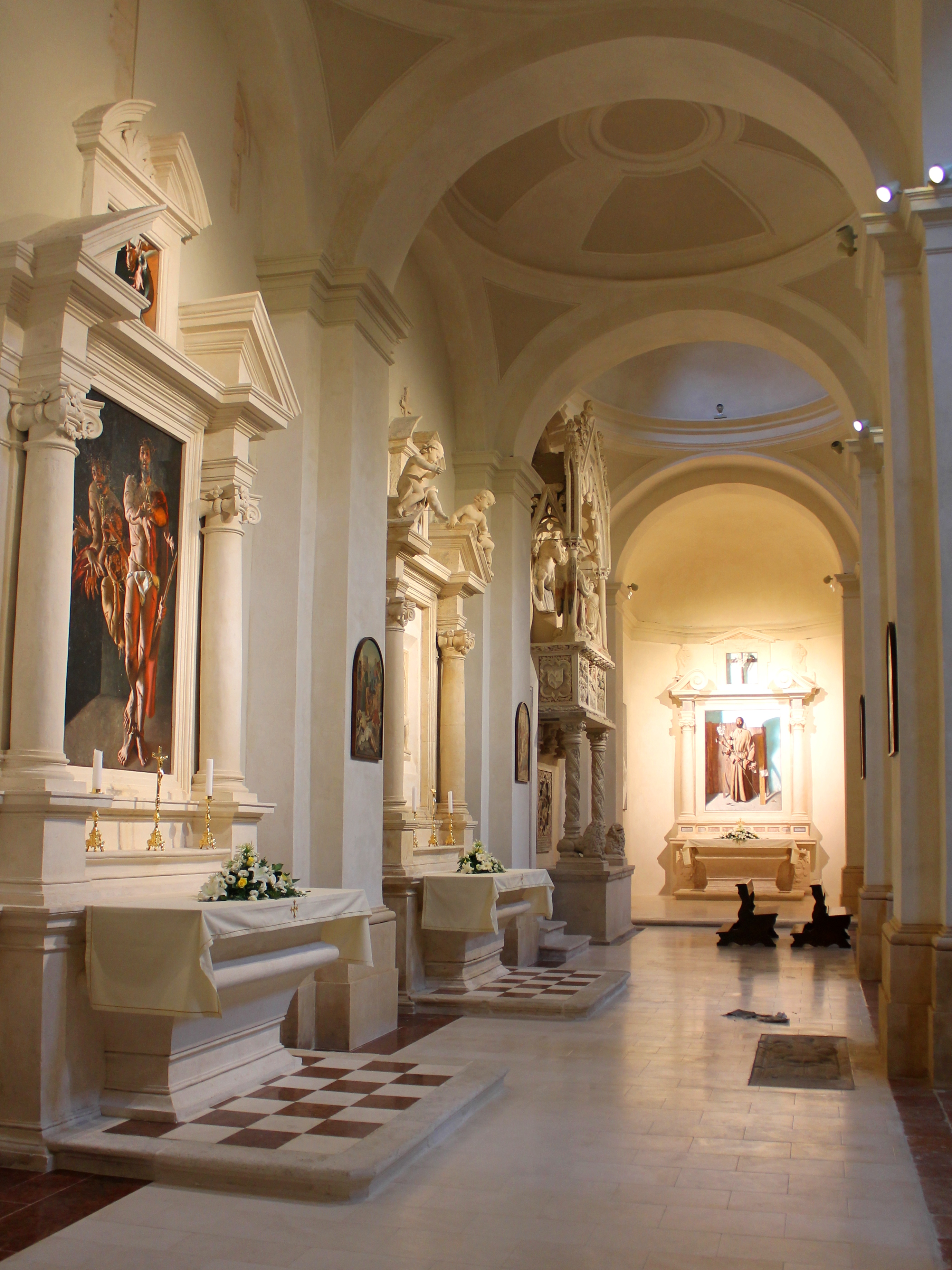
Veduta della navata laterale sinistra.
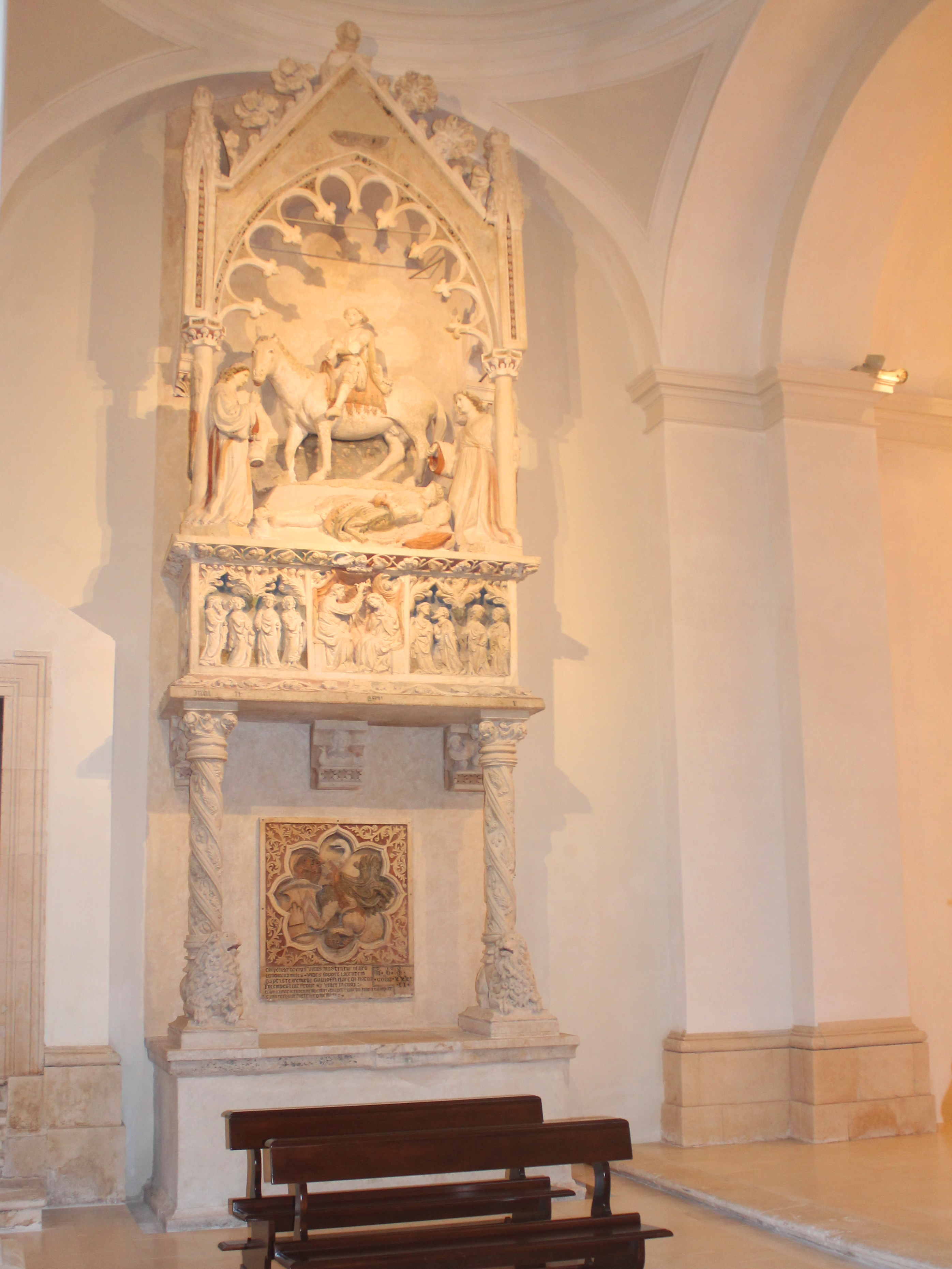
Particolare del monumento dedicato a Pietro Lalle Camponeschi.
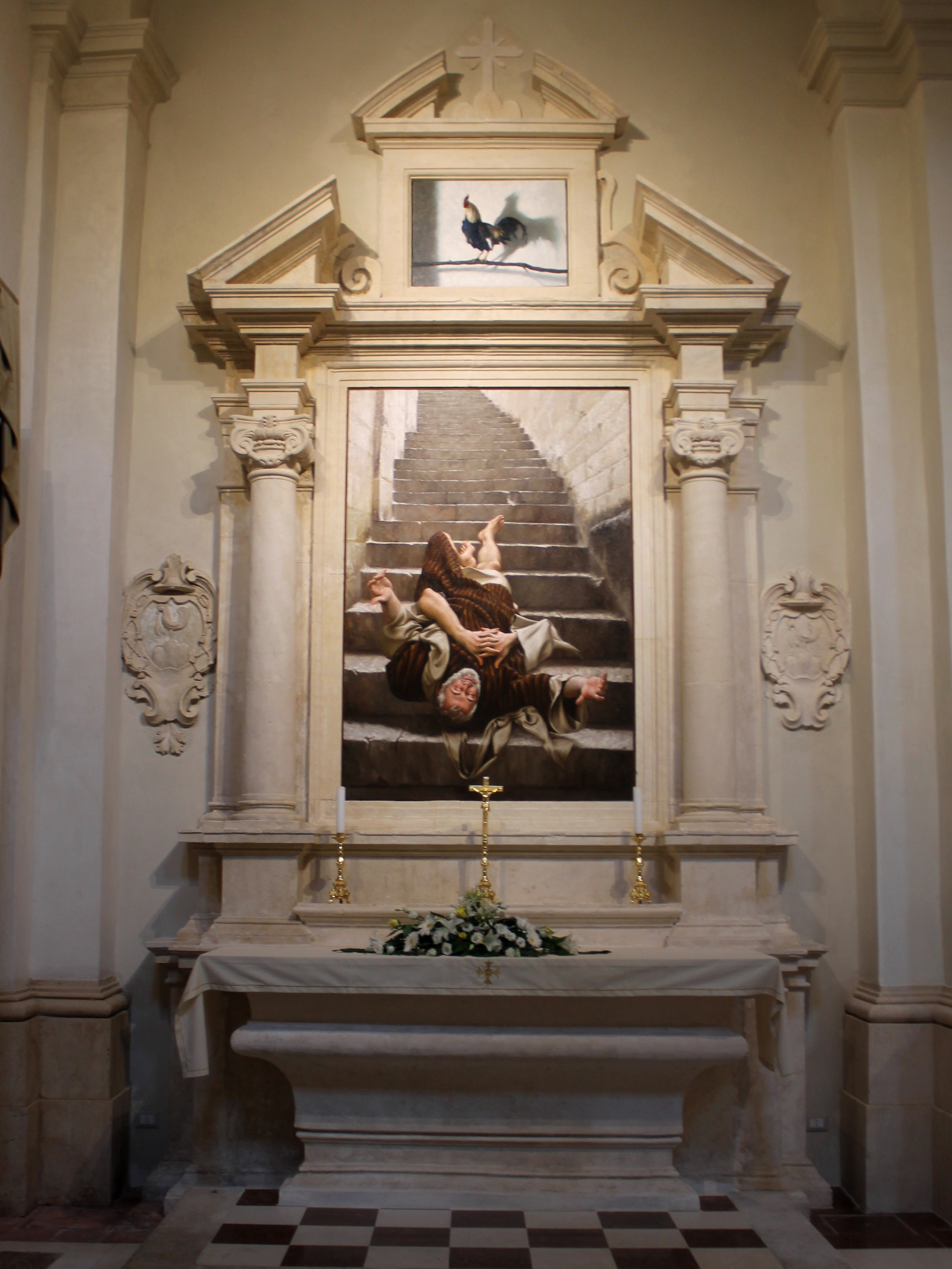
Particolare del Pentimento di San Pietro, ad opera di Giovanni Gasparro.